# サートン通り
座標: 北緯13度43分17秒 東経100度31分35秒 / 北緯13.721298度 東経100.526419度

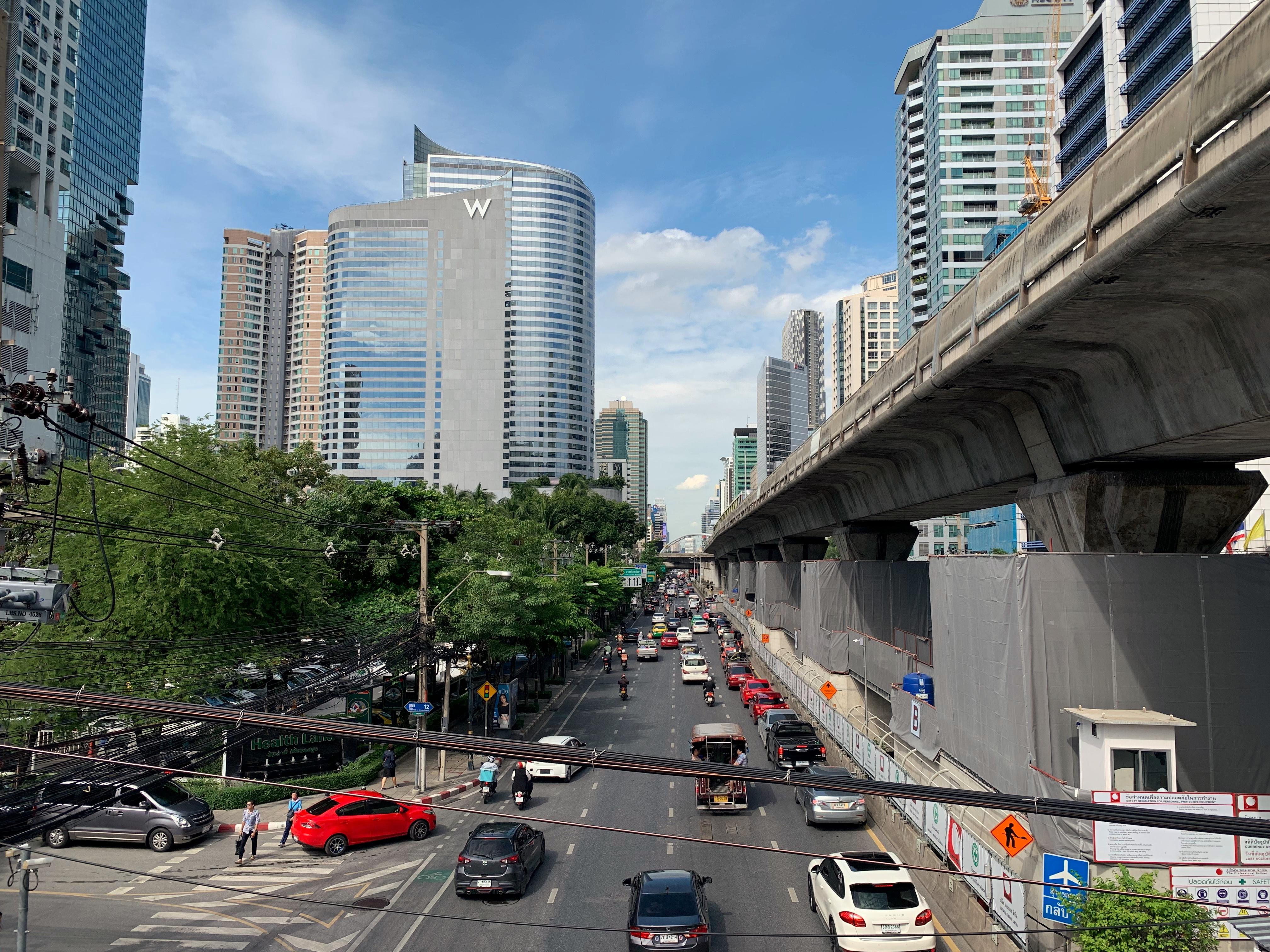
サートン通り

サートン通り(サートンどおり、ถนนสาทร, Sathorn Road)あるいはサトーン通りは、タイのバンコクにある道路。ウィッタユ通り同様、各国の大使館が集まり、高級住宅街でもある。
上り車線と下り車線の間に運河が流れているため、距離が若干離れていて、それぞれ北サートン（サートン・ヌア）、南サートン（サートン・タイ）と呼ばれている。

## 接続する主な道路
- ウィッタユ通り
- ラーマ4世通り
- チャロンクルン通り

## 接続する駅・路線
- ルンピニー駅（バンコク・メトロ）
- スラサック駅、サパーンタークシン駅（バンコク・スカイトレインシーロム線）

## 通り沿いにある施設
- ドイツ大使館
- デンマーク大使館
- オーストリア大使館
- フランス大使館
- ベルギー大使館
- オーストラリア大使館
- メキシコ大使館
- シンガポール大使館
- マレーシア大使館
- バチカン大使館
- ミャンマー大使館
- サートン・タニⅡビル
  - 泰国日本人会本館
- ハリントンタワー
  - 三菱UFJ銀行
- エンパイヤータワー
  - グロウ・エネルギー本社
- シティバンク
- YWCA
- セントルイス病院